# Pressione di incuneamento polmonare

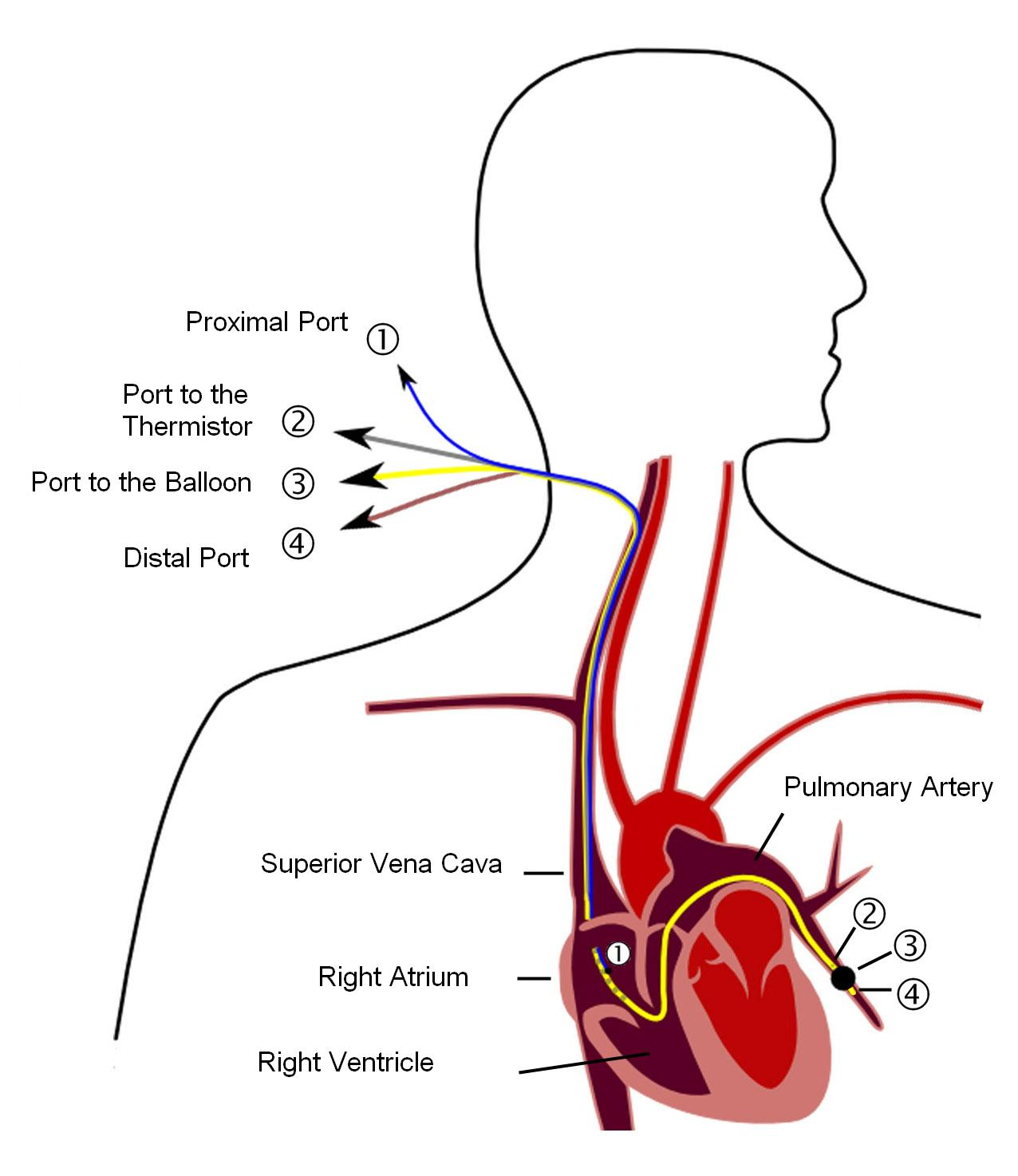
Diagramma del cateterismo dell'arteria polmonare

La pressione di incuneamento polmonare, detta anche pressione di incuneamento capillare polmonare, pressione capillare polmonare, pressione di wedge o PCWP (dall'inglese Pulmonary capillary wedge pressure), o pressione di occlusione dell'arteria polmonare, è la pressione misurata dall'incuneamento di un catetere a palloncino gonfiato e inserito in un piccolo ramo arterioso polmonare: il catetere di Swan-Ganz.
Fisiologicamente, distinzioni possono essere rinvenute tra la pressione polmonare arteriosa, la pressione capillare polmonare, la pressione venosa polmonare e la pressione atriale sinistra, ma non tutti questi parametri possono essere misurati in un contesto clinico. Sono state proposte tecniche di stima non invasive con tecniche ecocardiografiche.

## Significato clinico
A causa della grande compliance della circolazione polmonare, possiamo ottenere una misura indiretta della pressione atriale sinistra.
Viene considerata il gold standard per determinare l'origine dell'edema polmonare acuto: questo è probabile che sia presente ad una PCWP> 20 mmHg.  Anche utilizzato per diagnosticare la gravità della insufficienza ventricolare sinistra e della stenosi mitralica, poiché l'elevata pressione capillare polmonare suggerisce fortemente lo scompenso ventricolare sinistro.
Tradizionalmente, si riteneva che l'edema polmonare con normale PCWP suggerisse una diagnosi di sindrome da distress respiratorio o edema polmonare non cardiogeno (come nell'avvelenamento da oppiacei). Tuttavia, poiché la pressione idrostatica capillare supera la pressione di incuneamento quando il palloncino si sgonfia (così si promuove un gradiente di flusso), una normale pressione non può distinguere tra edema polmonare e sindrome da distress respiratorio. I valori di pressione fisiologica si orientano fra i 6-12 mmHg.